# Ibn al-Qūṭiyya
Ibn al-Qūṭiyya (in arabo ابن القوطية‎?; nato Muḥammad Ibn 'Umar Ibn 'Abd al-Azīz ibn Ibrāhīm ibn 'Isa ibn Mazāhim; Siviglia, ... – 8 novembre 977) è stato un filosofo, poeta e storico spagnolo-andaluso il cui lavoro principale, il Ta'rikh iftitah al-Andalus (Storia della conquista di al-Andalus), è uno dei primi resoconti arabi musulmani della conquista islamica della penisola iberica.
Il nome Ibn al-Qūṭiyya significa 'il figlio (cioè discendente) della donna gotica', e l'autore rivendica la discesa da Witiza, l'ultimo re dei Visigoti uniti in Spagna, attraverso una presunta nipote, Sara la Goth, che presumibilmente si era recata a Damasco e aveva sposato un cliente arabo del califfo Hisham.
Ibn al-Qūṭiyya è nato e cresciuto a Siviglia. La sua famiglia, conosciuta con il cognome Abū Bakr, era sotto il patrocinio della tribù Quraysh, e suo padre era giudice a Siviglia e a Écija. I Banu Hayyay, anch'essi di Siviglia, erano parenti stretti della sua famiglia, rivendicando anche la discendenza dai reali visigoti. Lo studente di Ibn al-Qūṭiyya al-Faraḍī ha composto un breve abbozzo biografico del suo maestro per il suo dizionario biografico, conservato in un manoscritto tardo medievale scoperto a Tunisi nel 1887. Secondo lui, Ibn al-Qūṭiyya ha studiato prima a Siviglia e poi a Cordova. Al-Faraḍī lo definisce il più dotto grammatico dell'epoca. Ha scritto due famose grammatiche: Book on the Conjugation of Verbs e Book on the Shortened and Extended Alif’. Il suo biografo avverte che le sue storie sono state scritte a memoria, non seguendo l'Ḥadīth e il Fiqh e mancavano di fonti originali, verità letterale e verifica. Ha sentito il Kāmil di Muḥammad ibn Yazīd al-Mubarrad da Sa'īd ibn Qāhir e lo ha trasmesso a memoria. Morì a Cordova nel 977.
Grazie al suo orgoglio per i suoi discendenti reali, la storia altamente aneddotica di al-Qūṭiyya differisce notevolmente da quella di altri cronisti arabi, come quella di Rhazes. Al-Qūṭiyya difende l'importanza dei trattati stipulati tra i conquistatori e l'aristocrazia gotica laica ed ecclesiastica, che garantiva il possesso delle loro proprietà per i loro discendenti. Al-Qūṭiyya sottolinea il ruolo che tali trattati hanno avuto nello stabilire il controllo islamico ed emargina l'effetto dell'azione militare. In questo senso si differenzia anche da Rhazes. Egli nega anche che gli emiri di Cordova del califfato omayyade mantennero il quinto (quinto o khums, una tassa) per il califfo di Damasco. Egli distorce anche il tradizionale, ma leggendario, ruolo giocato dai figli di Witiza nella battaglia del Guadalete. Il Ta'rikh si trova in un solo manoscritto, n. 1867, presso la Biblioteca nazionale di Francia. Un'altra copia potrebbe essere stata conservata a Costantina, in Algeria, nella ricca collezione di manoscritti di Si Hamouda ben Cheikh el-Fakoun, anche se una recente ricerca scientifica fa sembrare improbabile la sua esistenza.